# Marsdenia mira
Marsdenia mira är en oleanderväxtart som beskrevs av P.I. Forster. Marsdenia mira ingår i släktet Marsdenia och familjen oleanderväxter. Inga underarter finns listade i Catalogue of Life.